# 宏伟镇 (七台河市)
宏伟镇，是中华人民共和国黑龙江省七台河市茄子河区下辖的一个乡镇级行政单位。

## 行政区划
宏伟镇下辖以下地区：
新明山村、清泉村、岚棒山村、虎山村、向阳山村、京石泉村、建丰村、桃山村、向桦村、钟山村、三合村、峻山村、城山村、岚峰村、鹿山村、春山村、安山村、山峰村、英山村、云山村、林山村、福山村、前山村、河东村、环山村、双兴村、富山村和山泉村。